# Henryk Kreiss
Henryk Kreiss (ur. 16 czerwca 1890 we Lwowie, zm. w latach 80. XX w.) – pułkownik artylerii Wojska Polskiego, kawaler Orderu Virtuti Militari.

## Życiorys
Henryk Kreiss był oficerem zawodowym c. i k. armii. W latach 1912–1913 wziął udział w mobilizacji sił zbrojnych Monarchii Austro-Węgierskiej, wprowadzonej w związku z wojną na Bałkanach. Następnie walczył na frontach I wojny światowej. W latach 1911–1916 jego oddziałem macierzystym był pułk armat polowych nr 32 we Lwowie, w 1917 roku pułk haubic polowych nr 30, a następnie pułk artylerii polowej nr 130. W czasie służby w c. i k. armii awansował na kolejne stopnie w korpusie oficerów artylerii polowej i górskiej: podporucznika (1 listopada 1911), porucznika (1 sierpnia 1914) i kapitana (1 listopada 1917).
W Wojsku Polskim służył od 27 listopada 1918. Uczestniczył w obronie Lwowa oraz wojnie polsko-bolszewickiej, podczas której był dowódcą II dywizjonu w 5 pułku artylerii polowej. 15 lipca 1920 został zatwierdzony w stopniu majora z dniem 1 kwietnia 1920, w artylerii, w „grupie oficerów byłej armii austro-węgierskiej”.
3 maja 1922 roku został zweryfikowany w stopniu podpułkownika ze starszeństwem z dniem 1 czerwca 1919 roku i 59. lokatą w korpusie oficerów artylerii. 1 listopada 1922 roku został przeniesiony z 22 pułku artylerii polowej w Rzeszowie do 2 pułku artylerii górskiej w Przemyślu na stanowisko zastępcy dowódcy pułku. W lutym 1924 roku został przeniesiony do 10 dywizjonu artylerii konnej w Jarosławiu na stanowisko dowódcy dywizjonu. 1 grudnia 1924 awansował na stopień pułkownika ze starszeństwem z dniem 15 sierpnia 1924 roku i 10. lokatą w korpusie oficerów artylerii. W kwietniu 1925 roku powrócił do 22 pułku artylerii polowej na stanowisko dowódcy pułku. 17 lutego 1927 został komendantem Oficerskiej Szkoły Artylerii w Toruniu, a od 9 sierpnia 1928 do 10 października 1930 komendantem Szkoły Podchorążych Artylerii w Toruniu. W okresie od 10 października 1930 do sierpnia 1939 dowodził 2 Grupą Artylerii w Lublinie. W międzyczasie, od 10 listopada 1931 do 15 lipca 1932, był słuchaczem VI Kursu Centrum Wyższych Studiów Wojskowych w Warszawie. 
W wojnie obronnej 1939 był dowódcą artylerii w Grupie Operacyjnej „Piotrków”. Utracił łączność z dowództwem grupy 6 września 1939, a 18 września przekroczył granicę węgierską. Służył w Polskich Siłach Zbrojnych, a po wojnie został na emigracji. Zmarł w Londynie w latach 80.

## Ordery i odznaczenia
- Krzyż Srebrny Orderu Wojskowego Virtuti Militari nr 5738 (10 sierpnia 1922)[17]
- Krzyż Oficerski Orderu Odrodzenia Polski (11 listopada 1936)[18][19]
- Krzyż Walecznych (dwukrotnie[20], po raz pierwszy w 1921[21])
- Złoty Krzyż Zasługi (10 listopada 1928)[22][20]
- Medal Pamiątkowy za Wojnę 1918–1921
- Medal Dziesięciolecia Odzyskanej Niepodległości
- Krzyż Zasługi Wojskowej 3 klasy z dekoracją wojenną i mieczami (Austro-Węgry)[5]
- Srebrny Medal Zasługi Wojskowej z Mieczami na wstążce Krzyża Zasługi Wojskowej (Austro-Węgry)[5]
- Brązowy Medal Zasługi Wojskowej z Mieczami na wstążce Krzyża Zasługi Wojskowej (Austro-Węgry)[5]
- Krzyż Wojskowy Karola (Austro-Węgry)[5]
- Krzyż Pamiątkowy Mobilizacji 1912–1913 (Austro-Węgry)[5]